# Santa Cecilia (La Rioja)
Santa Cecilia es una localidad del municipio de Santa Engracia del Jubera en La Rioja (España).

## Demografía
Santa Cecilia contaba a 1 de enero de 2010 con una población de 3 habitantes, 2 hombres y 1 mujer.
| Gráfica de evolución demográfica de Santa Cecilia entre 2000 y 2015                              |
|                                                                                                  |
| Población de derecho (2000-2010) según los censos de población del INE a 1 de enero de cada año. |

## Patrimonio

Santa Cecilia.

Ermita de Santa Marina.

- Ermita de Santa Marina.